# John Caius

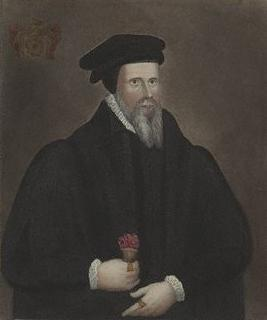
John Caius

John Caius (ur. jako John Keys lub Kees /ˈkiːz/ 6 października 1510, zm. 29 lipca 1573), znany także jako Johannes Caius – lekarz angielski, drugi z fundatorów Gonville and Caius College na Uniwersytecie Cambridge.

## Wczesne lata
Caius urodził się w Norwich. W roku 1529 został studentem teologii w Gonville Hall w Cambridge.
Po ukończeniu studiów w Cambridge, w roku 1539 wyjechał do Włoch gdzie w Padwie studiował u Johannesa Baptisty Montanusa oraz Andreasa Vesaliusa. W roku 1541 uzyskał tytuł doktora na Uniwersytecie w Padwie.
W roku 1543 zwiedził Włochy, Niemcy i Francję, a po powrocie do Anglii zlatynizował swoje nazwisko.

## Kariera zawodowa
Caius pracował jako lekarz w Londynie. 22 grudnia 1547 roku został przyjęty w poczet członków Royal College of Physicians. Był później dziewięciokrotnie wybierany jego prezesem .
W roku 1557 Caius rozbudował Gonville Hall, zmienił jego nazwę na Gonville and Caius College oraz rozszerzył o nowy budynek wart £1,834. 24 stycznia 1559, po śmierci Dr. Bacona, został rektorem nowego kolegium i pozycję tę piastował prawie do samej śmierci.
Był nadwornym lekarzem króla Edwarda VI oraz królowych Marii i Elżbiety. Z powodu związków z kościołem katolickim w roku 1568 stracił tę pozycję. Oskarżano go równocześnie i o ateizm, i o udzielanie się w kościele katolickim.
Zmarł 29 lipca 1573 roku w Londynie, w szpitalu św. Bartłomieja. Ciało pochowano w kaplicy Kolegium pod pomnikiem, który sam zaprojektował.

## Spuścizna
W roku 1557 w Katedrze św. Pawła postawił pomnik ku pamięci Thomasa Linacre'a. Był pionierem anatomii. Jego prace dotyczyły głównie analizy dzieł starożytnych, epidemiologii i "potów angielskich". Prawdopodobnie zaprojektował i przedstawił pierwszy srebrny kaduceusz, obecnie znajdujący się w herbie college'u.

## Prace
- Annals of the College from 1555 to 1572
- Translation of several of Galen's works, printed at different times abroad
- Hippocrates de Medicamentis, first discovered and published by Dr Caius; also De Ratsone Vicius (Lov. 1556, 8vo)
- De Mendeti Methodo (Basel, 1554; London, 1556, Svo)
- Account of the Sweating Sickness in England (London, 1556, 1721), (it is entitled De Ephemera Britannica)
- History of the University of Cambridge (London, 1568, 8vo; 1574, 4to, in Latin)
- De Thermis Britannicis; but it is doubtful whether this work was ever printed
- Of Some Rare Plants and Animals (London, 1570)
- De Canibus Britannicis (1570, 1729)
- De Pronunciatione Graecae et Latinae Linguae (London, 1574)
- De Libris propriis (London, 1570)
- Of Englishe Dogges: The Diuersities, the Names, the Natures, and the Properties (London, 1576)